# Szakadék (Szlovákia)
Szakadék (1899-ig Podkilava, szlovákul Podkylava) község Szlovákiában, a Trencséni kerületben, a Miavai járásban.

## Fekvése
Miavától 13 km-re délkeletre fekszik.

## Története
A falu első írásos említése "Potkilava" alakban 1709-ből származik. Csejte várának uradalmához tartozott, az Erdődy család birtokolta. 1855-től a Breuner család, a Springer testvérek, végül 1866-tól a Zay család voltak a fő birtokosai. Lakói főként mezőgazdasággal foglalkoztak. 1715-ben 19 háza állt. 1720-ban 3 malom is található a településen. 1753-ban 77 család élt itt. 1787-ben 70 háza és 680 lakosa létezett. 1828-ban 149 házában 1042 lakos élt.
Vályi András szerint "PODKILAVA. Tót falu Nyitra Vármegyében, földes Ura Gróf Erdődy, és több Uraságok, lakosai katolikusok, fekszik Krajnához közel, mellynek filiája, határjában réttye jó van, fája mind a’ kétféle, piatzozása Újhelyben, és másutt is, szőleje nints, földgye néhol tsekély, harmadik osztálybéli."
Fényes Elek szerint "Podkilova, tót falu, Nyitra vmegyében, hegyek közt: 40 kath., 798 evang. lak. Nagy erdő, tehén- és juhtartás. F. u. többen. Ut. post. Galgócz."
A trianoni békeszerződésig területe Nyitra vármegye Miavai járásához tartozott.

## Népessége
| Év:            | 1994. | 2004.    | 2014.   | 2024.   |
| -------------- | ----- | -------- | ------- | ------- |
| Emberek száma: | 322   | 249      | 226     | 244     |
| Eltérés:       |       | -22,67 % | -9,23 % | +7,96 % |

| Év:            | 2023. | 2024.   |
| -------------- | ----- | ------- |
| Emberek száma: | 246   | 244     |
| Eltérés:       |       | -0,81 % |

1910-ben 849, túlnyomórészt szlovák anyanyelvű lakosa volt.
2001-ben 272 lakosából 269 szlovák volt.
2011-ben 241 lakosából 221 szlovák volt.

## Külső hivatkozások
- E-obce.sk Archiválva 2008. szeptember 25-i dátummal a Wayback Machine-ben
- Községinfó
- Szakadék Szlovákia térképén